# (38040) 1998 RW49
1998 RW49 (asteroide 38040) é um asteroide da cintura principal. Possui uma excentricidade de 0.14622380 e uma inclinação de 17.98805º.
Este asteroide foi descoberto no dia 14 de setembro de 1998 por LINEAR em Socorro.